# Fraïta
Fraita (en arabe : الفرائطة) est une ville marocaine de la province d'El Kelâa des Sraghna, dans la région de Marrakech-Safi.

## Alentours de la ville
- Old Saadoune
- Alqassba
- Oulad Abdelkader Aljilani
- Oulad Abderrahmane
- Oulad Alboukhari